# Karb (Tatry)
Karb (niem. Kerbsattel, słow. Karb, węg. Karb-hágó) – położona na wysokości 1853 m płytka przełęcz pomiędzy Małym Kościelcem a Kościelcem, powstała w strefie dawnych przesunięć tektonicznych. Widać stąd Świnicę i Kasprowy Wierch. W 1902 Towarzystwo Tatrzańskie zbudowało ścieżkę turystyczną prowadzącą na Świnicką Przełęcz. Została ona jednak po II wojnie światowej zamknięta dla turystów. Prowadząca poziomo na południe (z tabliczką zakazu) ścieżka obecnie używana jest tylko przez taterników. Na wschód opada z przełęczy piarżysty żleb, którym kiedyś (do 1961 r.) wiódł szlak wejściowy. Z rzadkich w Polsce roślin występuje w rejonie przełęczy ukwap karpacki.
Przełęcz była od dawna zdobywana przez koziarzy i juhasów. Odnotowano wejście Feliksa Berdaua w 1854 r. Zimą pierwsi na przełęczy byli Mieczysław Karłowicz i Roman Kordys 24 stycznia 1908 r.

## Szlaki turystyczne
Na przełęczy skrzyżowanie szlaków:
 – czarny znad Czarnego Stawu Gąsienicowego przez Mały Kościelec i przełęcz Karb na szczyt Kościelca. Czas przejścia znad Czarnego Stawu na Karb: 25 min, ↑ 35 min; z Karbu na Kościelec 45 min, ↓ 35 min
 – niebieski prowadzący z Karbu do czarnego szlaku na Świnicką Przełęcz, łączący się z nim w okolicy Czerwonych Stawków Gąsienicowych. Czas przejścia: 20 min, ↑ 30 min

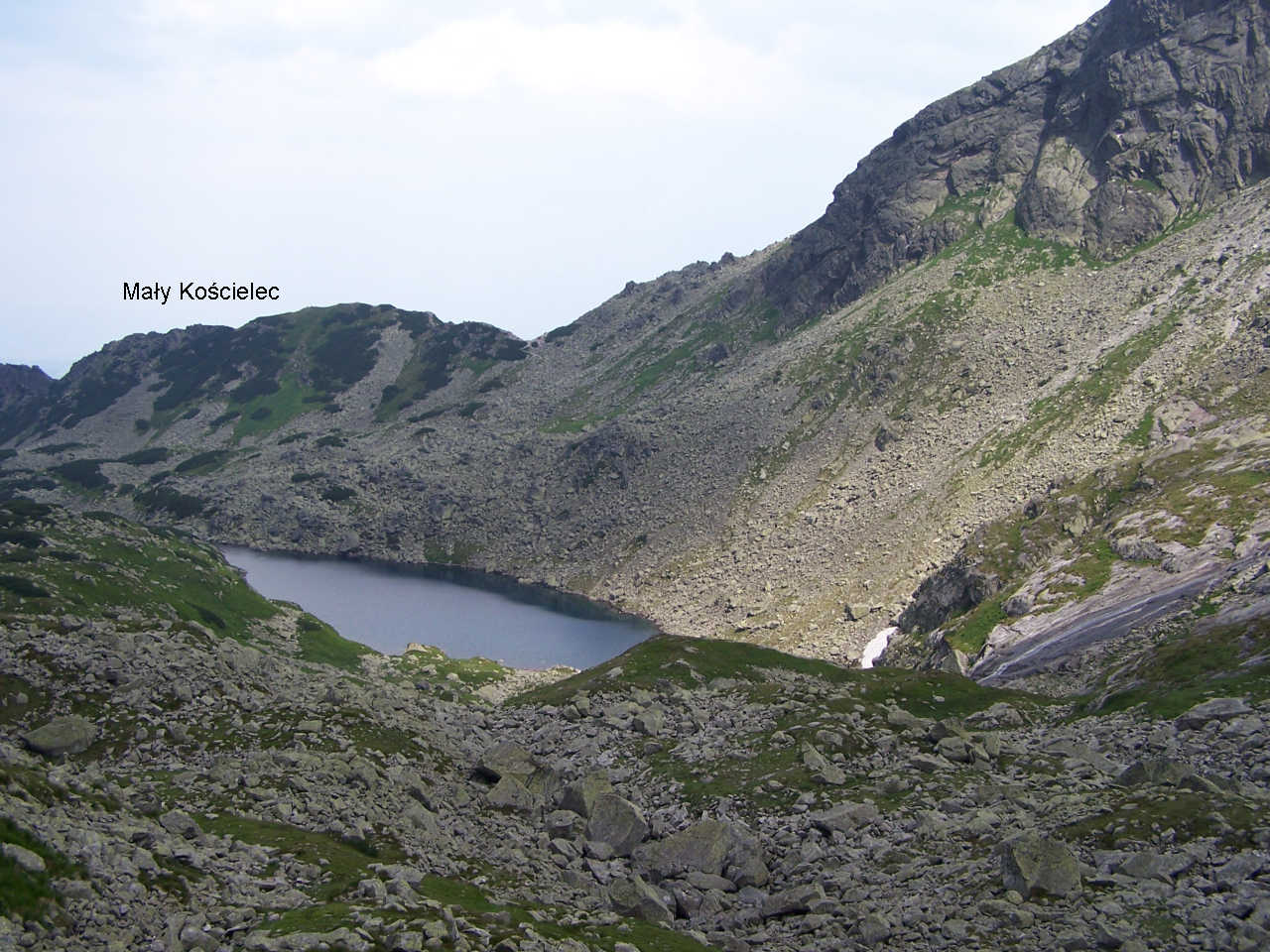
Przełęcz Karb od zachodniej strony. Poniżej Długi Staw Gąsienicowy